# باول سميث (لاعب كرة قدم أمريكية أمريكي)
باول سميث (بالإنجليزية: Paul Smith)‏ هو لاعب كرة قدم أمريكية أمريكي، ولد في 13 أغسطس 1945 في أدا في الولايات المتحدة، وتوفي في 14 مارس 2000 في أورورا في الولايات المتحدة بسبب سرطان البنكرياس.

## وصلات خارجية
- بول سميث على موقع مرجع كرة القدم المحترفة.كوم (الإنجليزية)
- بول سميث على موقع قاعة نيو مكسيكو للمشاهير الرياضية (الإنجليزية)